# Lysodinotrema minimum
Lysodinotrema minimum är en stekelart som beskrevs av Fischer 2004. Lysodinotrema minimum ingår i släktet Lysodinotrema och familjen bracksteklar. Inga underarter finns listade i Catalogue of Life.